# 4092 Tyr
4092 Tyr è un asteroide della fascia principale. Scoperto nel 1986, presenta un'orbita caratterizzata da un semiasse maggiore pari a 2,6329399 UA e da un'eccentricità di 0,2504556, inclinata di 4,02511° rispetto all'eclittica.